# Вибухова хвиля Тейлора – фон Неймана – Сєдова
Вибухова хвиля Тейлора – фон Неймана – Сєдова — вибухова хвиля, спричинена сильним вибухом. Описується автомодельним розв'язком, який незалежно знайшли Джеффрі Тейлор, Джон фон Нейман і Леонід Сєдов під час Другої світової війни.

## Історія
Британське Міністерство внутрішньої безпеки повідомило Джеффрі Тейлору про можливість виготовлення бомби, у якій дуже велика кількість енергії буде вивільнена в результаті ядерного розщеплення, і попросило оцінити ефективність такої зброї. Тейлор представив свої результати 27 червня 1941 року. У той же час у Сполучених Штатах над тією ж проблемою працював Джон фон Нейман, який представив свої результати 30 червня 1941 року. Говорили, що Леонід Сєдов також працював над проблемою приблизно в той же час у СРСР, хоча Сєдов ніколи не підтверджував жодних точних дат.
Повний розв'язок вперше опублікував Сєдов у 1946 році. Фон Нейман виклав свої результати в серпні 1947 року у звіті Лос-Аламоської лабораторії «Вибухова хвиля», хоча цей звіт було поширено лише 1958 року. Тейлор отримав дозвіл на публікацію своїх результатів у 1949 році, а 1950 року опублікував свої результати в двох статтях. У другій статті Тейлор оцінив енергію атомної бомби, використаної в ядерному випробуванні «Трініті», просто подивившись на серію фотографій вибухової хвилі, опублікованих Джуліаном Макком у 1947, які мали шкалу довжини та позначки часу. За словами Тейлора, цей розрахунок енергії викликав «велике збентеження» в урядових колах США, оскільки величина тоді ще була засекречена (хоча фотографії, опубліковані Маком, засекречені не були). Біограф Тейлора Джордж Бетчелор писав: «Ця оцінка потужності вибуху атомної бомби викликала чималий резонанс… військові США м'яко попередили Дж. І. [Тейлора] стосовно публікації своїх висновків із їхніх (несекретних) фотографій».

## Математичний опис
Розглянемо сильний вибух (наприклад, ядерної бомби), який виділяє велику кількість енергії {\displaystyle E} в невеликому об'ємі протягом короткого проміжку часу. Це створить сильну сферичну ударну хвилю, що поширюється назовні від центру вибуху. Самоподібний розв'язок описує потік, коли ударна хвиля перемістилася на досить велику відстань (порівняно з розміром області, в якій стався вибух). На такій великій відстані хвиля вже «забуде» інформацію про розмір і тривалість вибуху, і на розвиток ударної хвилі впливатиме тільки вивільнена енергія {\displaystyle E}. З дуже високою точністю можна припустити, що вибух стався в точці (скажімо, в початку координат {\displaystyle r=0}) миттєво (в момент {\displaystyle t=0}).
Ударна хвиля в області самоподібності вважається все ще дуже сильною, так що тиск за ударною хвилею {\displaystyle p_{1}} дуже великий у порівнянні з тиском перед ударною хвилею {\displaystyle p_{0}}, яким можна знехтувати під час розгляду задачі. Хоча тиск незбуреного газу незначний, густиною незбуреного газу {\displaystyle \rho _{0}} знехтувати не можна, оскільки стрибок густини через сильну ударну хвилю є ненульовим, як це випливає з умов Ренкіна–Гюгоніо. Це наближення еквівалентно встановленню {\displaystyle p_{0}=0} і відповідно швидкості звуку {\displaystyle c_{0}=0}, але зі збереженням ненульової густини {\displaystyle \rho _{0}\neq 0}.
Єдині параметри, які є в розпорядженні, — це енергія {\displaystyle E} і незбурена густина газу {\displaystyle \rho _{0}}. Параметри за ударною хвилею, такі як {\displaystyle p_{1},\,\rho _{1}} можна отримати з параметрів перед ударною хвилею. Єдиною безрозмірною комбінацією, яку можна скласти з {\displaystyle r,\,t,\,\rho _{0}} і {\displaystyle E}, є
{\displaystyle r\left({\frac {\rho _{0}}{Et^{2}}}\right)^{1/5}}.
Розумно припустити, що еволюція ударної хвилі в параметрах {\displaystyle r} і {\displaystyle t} залежить тільки від наведеної вище змінної. Це означає, що розташування ударної хвилі {\displaystyle r=R(t)} буде відповідати певному значенню цієї змінної (назвемо його {\displaystyle \beta }). Тоді
{\displaystyle R=\beta \left({\frac {Et^{2}}{\rho _{0}}}\right)^{1/5}.}
Швидкість поширення ударної хвилі становить
{\displaystyle D={\frac {\mathrm {d} R}{\mathrm {d} t}}={\frac {2R}{5t}}={\frac {2\beta }{5}}\left({\frac {E}{\rho _{0}t^{3}}}\right)^{1/5}}
З наближенням, описаним вище, умови Ренкіна–Гюгоніо визначають параметри газу {\displaystyle v_{1}}, {\displaystyle p_{1}} і {\displaystyle \rho _{1}} безпосередньо за ударним фронтом для ідеального газу наступним чином:
{\displaystyle v_{1}={\frac {2}{\gamma +1}}D,\quad p_{1}={\frac {2}{\gamma +1}}\rho _{0}D^{2},\quad \rho _{1}=\rho _{0}{\frac {\gamma +1}{\gamma -1}}}
де {\displaystyle \gamma } — питома теплоємність. Оскільки {\displaystyle \rho _{0}} є константою, густина безпосередньо за ударною хвилею не змінюється з часом, тоді як {\displaystyle v_{1}} і {\displaystyle p_{1}} зменшуються як {\displaystyle t^{-3/5}} і {\displaystyle t^{-6/5}} відповідно.

### Самоподібний розв'язок
Рух газу за ударною хвилею визначається рівняннями Ейлера. Для ідеального політропного газу зі сферичною симетрією рівняння для радіальної швидкості {\displaystyle v(r,t)}, густини {\displaystyle \rho (r,t)} і тиску {\displaystyle p(r,t)} мають форму
{\displaystyle {\begin{aligned}{\frac {\partial v}{\partial t}}+v{\frac {\partial v}{\partial r}}&=-{\frac {1}{\rho }}{\frac {\partial p}{\partial r}},\\{\frac {\partial \rho }{\partial t}}+{\frac {\partial (\rho v)}{\partial r}}&=-{\frac {2\rho v}{r}},\\\left({\frac {\partial }{\partial t}}+v{\frac {\partial }{\partial r}}\right)\ln {\frac {p}{\rho ^{\gamma }}}&=0.\end{aligned}}}
На радіусі {\displaystyle r=R(t)} розв'язки мають наближатися до значень, заданих умовами Ренкіна—Гюгоніо, визначеними в попередньому розділі.
Змінний тиск можна замінити швидкістю звуку {\displaystyle c(r,t)}, оскільки тиск можна отримати з формули {\displaystyle c^{2}=\gamma p/\rho }. Вводяться наступні безрозмірні самоподібні змінні:
{\displaystyle \xi ={\frac {r}{R(t)}},\quad V(\xi )={\frac {5tv}{2r}},\quad G(\xi )={\frac {\rho }{\rho _{0}}},\quad Z(\xi )={\frac {25t^{2}c^{2}}{4r^{2}}}}.
Умови на ударному фронті {\displaystyle \xi =1} набувають форми
{\displaystyle V(1)={\frac {2}{\gamma +1}},\quad G(1)={\frac {\gamma +1}{\gamma -1}},\quad Z(1)={\frac {2\gamma (\gamma -1)}{(\gamma +1)^{2}}}.}
Підстановка самоподібних змінних в основні рівняння призводить до трьох звичайних диференціальних рівнянь. Як показали Сєдов у 1946 році та фон Нейман у 1947 році, аналітичний розв'язок цих диференціальних рівнянь є складним, натомість Тейлор розв'язав ці рівняння чисельно.
Відношення між {\displaystyle Z} і {\displaystyle V} можна вивести безпосередньо зі збереження енергії. Оскільки енергією, пов'язаною з незбуреним газом, нехтують, припускаючи {\displaystyle p_{0}=0}, повна енергія газу в ударній сфері має дорівнювати {\displaystyle E}. Із самоподібності зрозуміло, що постійною є не тільки повна енергія в межах сфери радіуса {\displaystyle \xi =1}, а й повна енергія всередині сфери будь-якого радіуса {\displaystyle \xi <1} (у розмірній формі це означає, що повна енергія всередині сфери радіусом {\displaystyle r}, що рухається назовні зі швидкістю {\displaystyle v_{n}=2r/5t}, має бути постійною). Кількість енергії, що виходить із сфери радіуса {\displaystyle r} за час {\displaystyle dt} через швидкість газу {\displaystyle v} є {\displaystyle 4\pi r^{2}\rho v(h+v^{2}/2)\mathrm {d} t}, де {\displaystyle h} — питома ентальпія газу. За цей час радіус сфери збільшується зі швидкістю {\displaystyle v_{n}}, і енергія газу в цьому додатково збільшеному об'ємі дорівнює {\displaystyle 4\pi r^{2}\rho v_{n}(e+v^{2}/2)\mathrm {d} t}, де {\displaystyle e} — питома енергія газу. Прирівнювання цих виразів і підстановка {\displaystyle e=c^{2}/\gamma (\gamma -1)} і {\displaystyle h=c^{2}/(\gamma -1)} (справедлива для ідеального політропного газу), призводить до
{\displaystyle Z={\frac {\gamma (\gamma -1)(1-V)V^{2}}{2(\gamma V-1)}}.}
Рівняння неперервності та енергії зводяться до
{\displaystyle {\begin{aligned}{\frac {\mathrm {d} V}{\mathrm {d} \ln \xi }}-(1-V){\frac {\mathrm {d} \ln G}{\mathrm {d} \ln \xi }}&=-3V\\{\frac {\mathrm {d} \ln Z}{\mathrm {d} \ln \xi }}-(\gamma -1){\frac {\mathrm {d} \ln G}{\mathrm {d} \ln \xi }}&=-{\frac {5-2V}{1-V}}.\end{aligned}}}
Виражаючи {\displaystyle \mathrm {d} V/\mathrm {d} \ln \xi } і {\displaystyle \mathrm {d} \ln G/\mathrm {d} V} як функції єдиної змінної {\displaystyle V} з використанням отриманого раніше співвідношення й одноразове інтегрування дає розв'язок у неявній формі,
{\displaystyle {\begin{aligned}\xi ^{5}&=\left[{\frac {1}{2}}(\gamma +1)V\right]^{-2}\left\{{\frac {\gamma +1}{7-\gamma }}[5-(3\gamma -1)V]\right\}^{\nu _{1}}\left[{\frac {\gamma +1}{\gamma -1}}(\gamma V-1)\right]^{\nu _{2}},\\G&={\frac {\gamma +1}{\gamma -1}}\left[{\frac {\gamma +1}{\gamma -1}}(\gamma V-1)\right]^{\nu _{3}}\left\{{\frac {\gamma +1}{7-\gamma }}[5-(3\gamma -1)V\right\}^{\nu _{4}}\left[{\frac {\gamma +1}{\gamma -1}}(1-V)\right]^{\nu _{5}}\end{aligned}}}
де
{\displaystyle \nu _{1}=-{\frac {13\gamma ^{2}-7\gamma +12}{(3\gamma -1)(2\gamma +1)}},\quad \nu _{2}={\frac {5(\gamma -1)}{2\gamma +1}},\quad \nu _{3}={\frac {3}{2\gamma +1}},\quad \nu _{4}=-{\frac {\nu _{1}}{2-\gamma }},\quad \nu _{5}=-{\frac {2}{2-\gamma }}.}
Константу {\displaystyle \beta }, яка визначає розташування ударного фронту, можна визначити із збереження енергії
{\displaystyle E=\int _{0}^{R}\rho [v^{2}/2+c^{2}/\gamma (\gamma -1)]4\pi r^{2}\mathrm {d} r}.
Це дає
{\displaystyle \beta ^{5}{\frac {16\pi }{25}}\int _{0}^{1}G[V^{2}/2+Z/\gamma (\gamma -1)]\xi ^{4}\mathrm {d} \xi =1.}
Для повітря, {\displaystyle \gamma =7/5} і {\displaystyle \beta =1.033}. Розв'язок для {\displaystyle \gamma =7/5} показано на малюнку шляхом побудови кривих {\displaystyle \rho /\rho _{1}=G(\gamma -1)/(\gamma +1)}, {\displaystyle v/v_{1}=\xi V(\gamma +1)/2}, {\displaystyle p/p_{1}=\xi ^{2}GZ(\gamma +1)/(2\gamma )} і {\displaystyle T/T_{1}=\xi ^{2}Z(\gamma +1)^{2}/[2\gamma (\gamma -1)],} де {\displaystyle T} — це температура.

### Асимптотична поведінка поблизу центральної області
Асимптотичну поведінку центральної області можна дослідити, взявши границю {\displaystyle \xi \rightarrow 0}. Із малюнка видно, що за ударною хвилею густина дуже швидко падає до нуля. Вся маса газу, яка спочатку була рівномірно розподілена в сфері радіуса {\displaystyle R}, тепер міститься в тонкому шарі за ударною хвилею, тобто вся маса викидається назовні прискоренням, наданим ударною хвилею. Таким чином, більша частина області практично порожня. Коефіцієнт тиску також швидко падає, виходячи на постійне значення {\displaystyle p_{c}}. Відношення температур випливає із закону ідеального газу; оскільки відношення густини спадає до нуля, а відношення тисків є постійним, відношення температур має стати нескінченним. Гранична форма для густини задана наступним чином
{\displaystyle {\frac {\rho }{\rho _{1}}}\sim \xi ^{3/(\gamma -1)},\quad {\frac {p}{p_{1}}}\rightarrow p_{c},\quad {\frac {T}{T_{1}}}\sim \xi ^{-3/(\gamma -1)}\quad {\text{as}}\quad \xi \rightarrow 0.}
Важливо, що густина {\displaystyle \rho _{1}} не залежить від часу, тоді як {\displaystyle p_{1}\sim t^{-6/5}}. Це означає, що фактичний тиск насправді залежить від часу. Це стає зрозумілим, якщо наведені вище результати переписати в розмірних одиницях,
{\displaystyle \rho \sim r^{3/(\gamma -1)}t^{-6/5(\gamma -1)},\quad p\rightarrow p_{c}t^{-6/5},\quad T\sim r^{-3/(\gamma -1)}t^{(6/5)(2-\gamma )/(\gamma -1)}\quad {\text{as}}\quad r\rightarrow 0.}
Відношення швидкостей має лінійну поведінку в центральній області,
{\displaystyle {\frac {v}{v_{1}}}\sim \xi \quad {\text{as}}\quad \xi \rightarrow 0},
у той час як поведінка самої швидкості визначається як
{\displaystyle v\sim rt^{1/5}\quad {\text{as}}\quad r\rightarrow 0.}

## Кінцева стадія самоподібної вибухової хвилі
Оскільки ударна хвиля розвивається в часі, її сила зменшується. Самоподібний розв'язок, описаний вище, руйнується, коли {\displaystyle p_{1}} стає порівнянним із {\displaystyle p_{0}} (точніше, коли {\displaystyle p_{1}\sim [(\gamma +1)/(\gamma -1)]p_{0}}). На цьому пізньому етапі еволюції, {\displaystyle p_{0}} (і відповідно {\displaystyle c_{0}}) не можна нехтувати. Це означає, що еволюція вже не є самоподібною, оскільки в задачі тепер можна сформувати масштаб довжини {\displaystyle (E/p_{0})^{1/3}} і часовий масштаб {\displaystyle (E/p_{0})^{1/3}/c_{0}}. Відповідні рівняння розв'язують чисельно, як це зробили Х. Голдстайн та Джон фон Нейман, Броде й Охоцимський зі співавторами.

## Вибух циліндричної лінії
Аналогічну задачу в циліндричній геометрії, що відповідає осесиметричній вибуховій хвилі, можна розв'язати аналітично. Цей розв'язок незалежно знайшли Леонід Сєдов, А. Сакурай та С. Ц. Лін.